# 爱琳娜·马克思

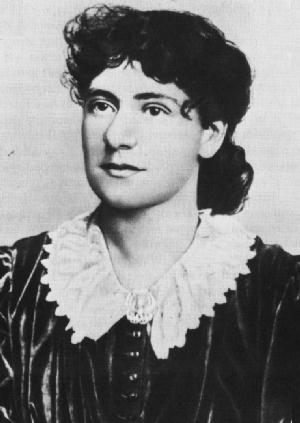
爱琳娜·马克思

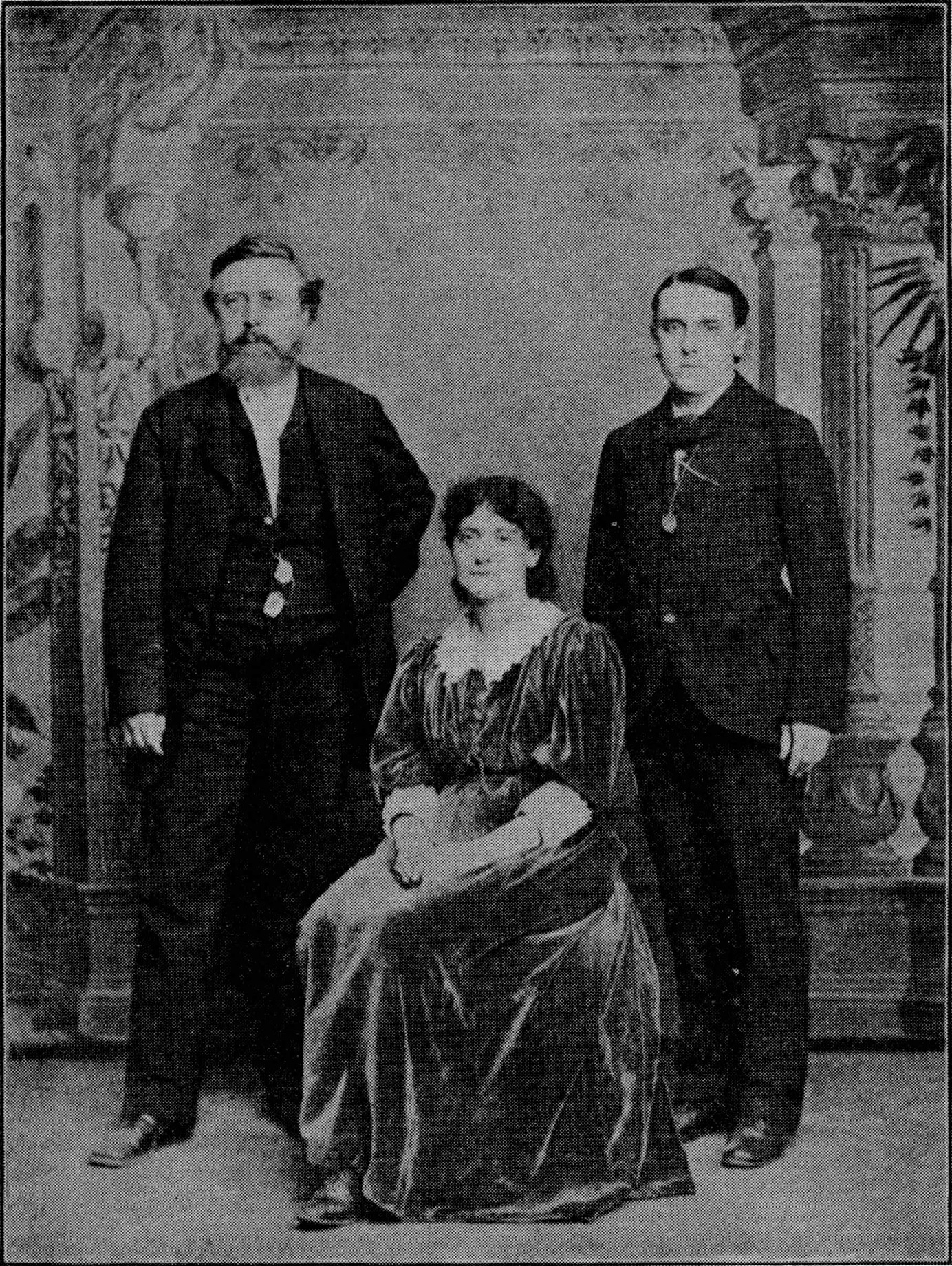
爱琳娜·马克思与威廉·李卜克內西，摄于1886年

燕妮·朱莉亚·爱琳娜·马克思（英語：Jenny Julia Eleanor Marx；1855年1月16日—1898年3月31日），又译艾琳娜·马克思，又名杜西，英国工人运动和国际工人运动活动家。
她是德国社会学家卡尔·马克思和妻子燕妮·马克思的小女兒，出生于英国伦敦。她曾任马克思的秘书，是一位社会活动家和翻译家。支持爱尔兰人民争取自治权利的斗争。1884年同社会主义者、工运活动家爱德华·艾威林结婚。1885年，爱琳娜·马克思与威廉·莫里斯、贝尔福特·巴克斯等人在英国共同创建了社会主义同盟。1880年代后，在伦敦深入工人群众进行革命宣传，组织非熟练工人工会，发动罢工斗争。曾担任伦敦煤气工会中央委员会委员，是1889年伦敦码头工人罢工的组织者之一。1889、1891和1893年任国际社会主义工人代表大会的代表。1898年3月，她发现恋人爱德华·艾威林与情妇已于上一年6月秘密结婚，故服毒自杀，终年43岁。